# مستشفى سنار التعليمي
مستشفى سنار التعليمي هو المستشفى الرئيسي في مدينة سنار السودانية وهو أحد أهم المستشفيات في الولاية ويفد إليه المرضى من داخل المدينة ومن بعض المحليات المجاورة في حالات الطواريء.
ويرتبط المستشفى بكلية الطب بجامعة سنار ارتباطاً وثيقاً حيث يكمل طلاب الكلية ثلاثة فصول دراسية معتمدين على المستشفى بالمرور السريري وحضور العمليات والمناوبات الليلية.

## مستشفى الأطفال
افتتح المشير عمر البشير مستشفى الأطفال التعليمي في عام 2009.